# Trichonta vulcani
Trichonta vulcani är en tvåvingeart som först beskrevs av Dziedzicki 1889.  Trichonta vulcani ingår i släktet Trichonta och familjen svampmyggor. Arten är reproducerande i Sverige. Inga underarter finns listade i Catalogue of Life.